# As Slow as Possible

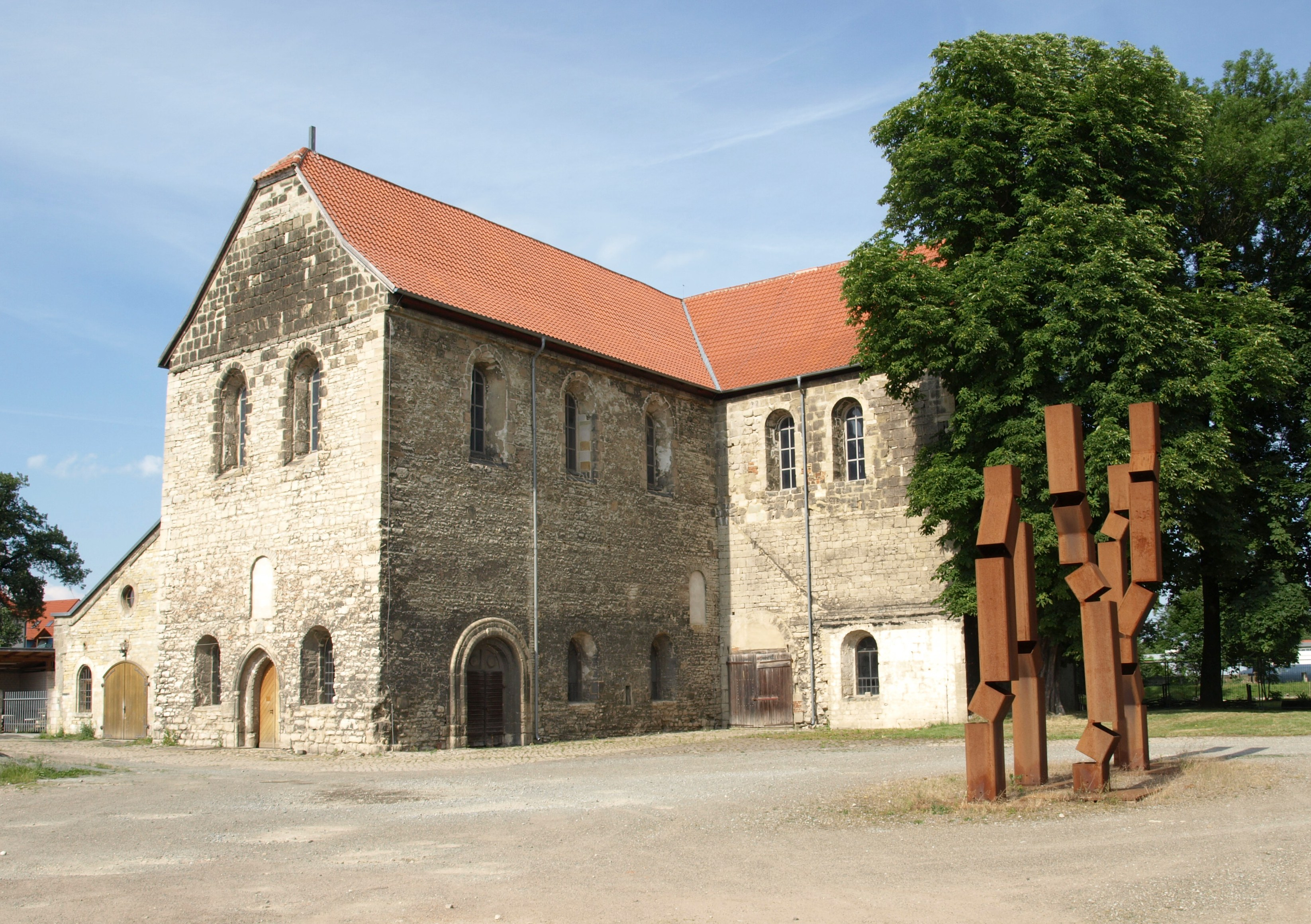
Церква Св. Буркарди в Гальберштадті, Німеччина, де виконується твір

«Organ2/ASLSP» («As SLow aS Possible») (укр. Якнайповільніше) — музичний твір Джона Кейджа, є темою найдовшого музичного концерту в історії людства.
Виконання органної версії «ASLSP» почалося в церкві Святого Буркарди німецького міста Гальберштадта в 2001 році і має продовжуватися 639 років. Завершення виконання, за задумом, відбудеться в 2640 році.

## Історія написання
Твір «ASLSP» було написано в 1985 році для «Міжнародного фортепіанного фестивалю і конкурсу Університету Меріленд» (пізніше названого на честь Вільяма Каппела) за замовленням «Товариства Друзів Мерілендського літнього інституту творчості і виконавських мистецтв». Для конкурсу потрібна була музична п'єса в стилі сучасного мистецтва. Конкурсанти повинні були грати одні й ті ж твори різних стилів, і організатор, мав на увазі, що сучасне мистецтво буде представлене цією п'єсою. Партитура твору зайняла вісім сторінок. Вона складалася з восьми частин, одна з яких повинна бути пропущеною виконавцем, а будь-яка інша повторена двічі. Порядок виконання частин повинен зберігатися, але повторювана частина могла бути виконана де завгодно. Темп виконання не визначався. Кейдж написав твір у подібному форматі, щоб бути впевненим, що кожне виконання цієї п'єси не буде схоже на попереднє, а буде унікально, тим самим надаючи суддям відпочинок від монотонності багаторазових повторень. Назва «ASLSP» також є відсиланням до цитати з «Поминок по Финнегану» Джеймса Джойса: «Soft morning city. Lsp!».
Прем'єра п'єси відбулася 14 липня 1985 року в Коледж-парку, Меріленд.
Опус «Organ2/ASLSP» для органу був написаний в 1987 році, і представляв собою адаптацію тієї самої роботи 1985 року, звичайне виконання якої на фортепіано займало від 20 до 70 хвилин.

## Різні виконання
- 5 лютого 2009 року Дайан Лучезе виконувала «Organ2/ASLSP» з 8:45 до 23:41 у концертному залі «Гарольд Дж. Каплан» Тоусонського університету (Меріленд). Це виконання, яке зайняло 14 годин і 56 хвилин, суворо дотримувалося тимчасових пропорцій партитури[3].
- У 2008 році музикант і композитор Джо Дрю (англ. Joe Drew) двадцять чотири години виконував оригінальну п'єсу «ASLSP» під час фестивалю ARTSaha!. Дрю також виконував 9-ти і 12-часові варіації цієї п'єси, а також планував 48-годинне її виконання[4].
- 5 вересня 2012 року в день Джона Кейджа в Університеті Аделаїди, Австралія, Стівен Уїттінгтон[en] виконав 8-годинну версію «ASLSP» в органному залі «Елдер Холл». Вісім частин твору, кожна з яких зайняла годину, були розбиті на сегменти по одній хвилині; всередині кожної хвилини точний таймінг подій залишався на розсуд виконавця. В цьому виконанні сім частин було зіграно, одна пропущена, і одна повторена двічі. Регістри органу були обрані за допомогою процедури випадкового вибору (данина Джону Кейджу, який першим придумав внести в музику елемент випадкового вибору, що стало предтечею алеаторики)[5][6][7].

## Гальберштадтське виконання

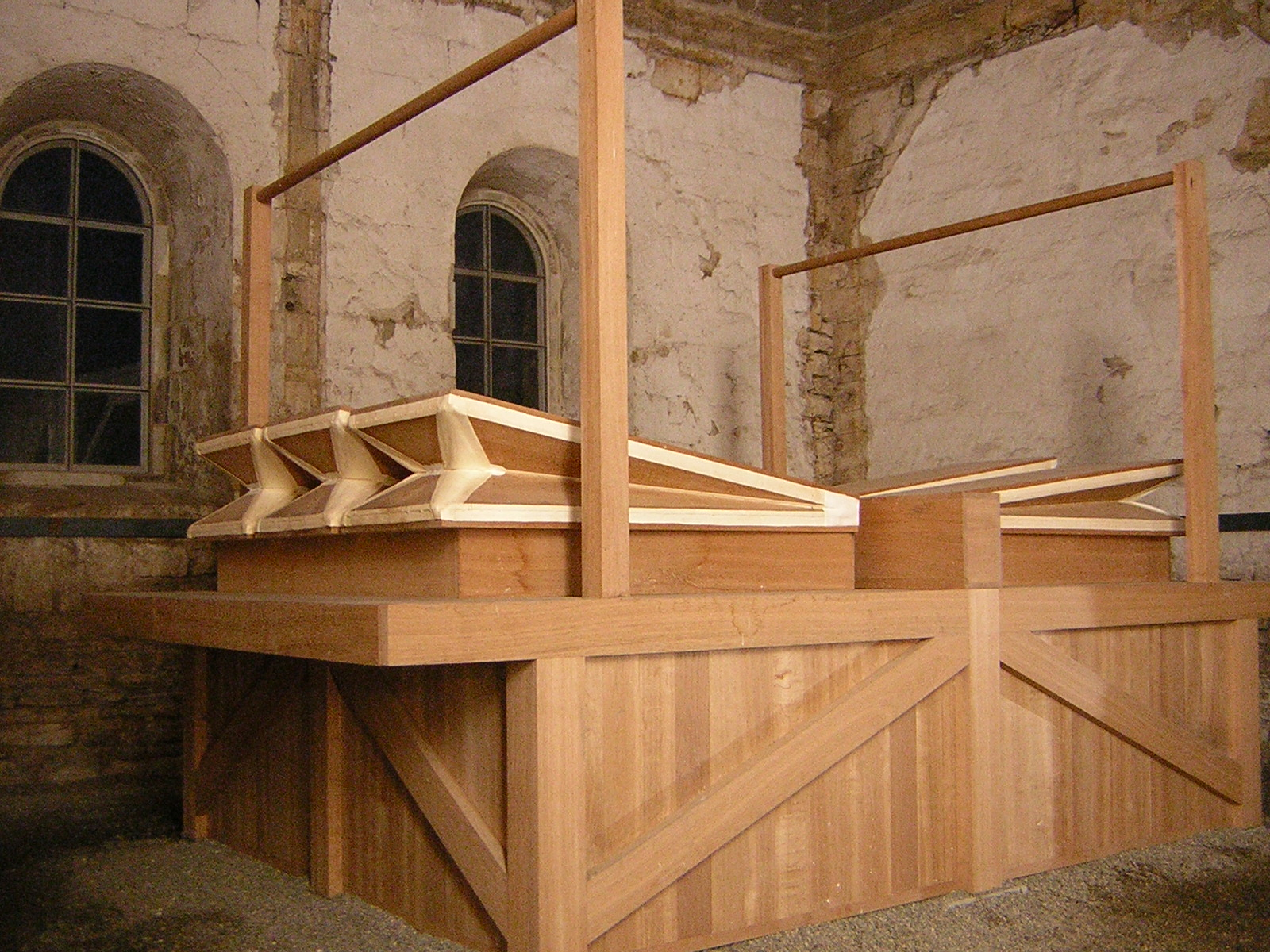
Органні міхи

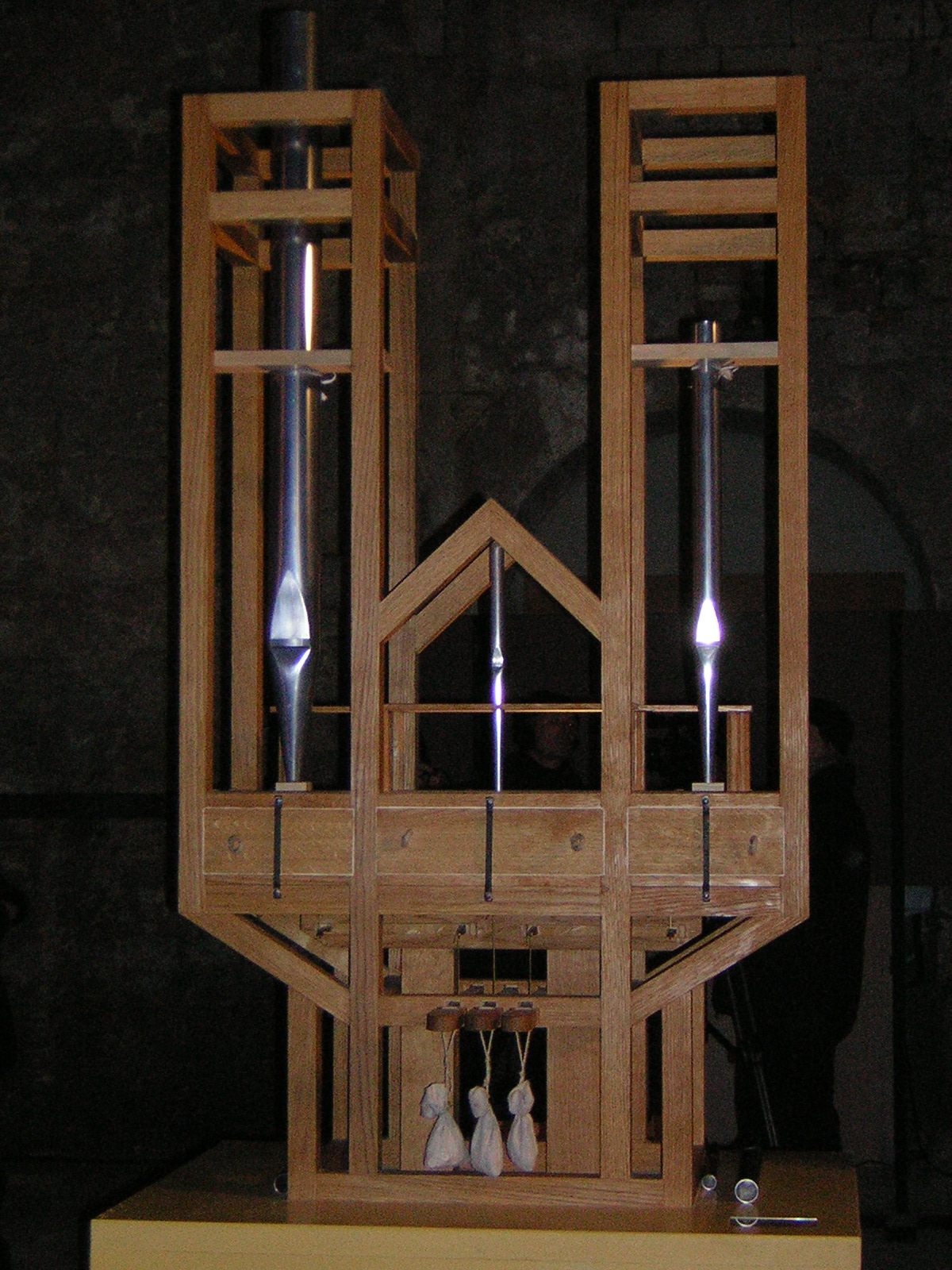
Орган

### Передісторія
Оскільки темп «As Slow as Possible» Кейджем не визначався, а лише був рекомендований до виконання «настільки повільно, як тільки можливо», у 1997 році на органному симпозіумі в Троссингені його учасникам, — музикантам, філософам і теологам прийшла ідея виконувати цей твір на органі протягом 639 років. Звучання органу практично не обмежена часовими рамками, а сам інструмент, якщо його підтримувати в робочому стані, практично вічний. Тривалість виконання також була вибрана не випадково — вона збігалася з річницею створення першого в світі 12-тонового органу Блокверка (англ. Blockwerk organ), який був встановлений в Гальберштадському кафедральному соборі у 1361 році, за 639 років до 2000 року — передбачуваної дати початку виконання опусу. Місцем виконання була обрана церква Святого Буркарді (англ. St. Burchardi Church) в Гальберштадті — культова споруда з майже 1000-річною історією.

### Інструмент
Для виконання твору був побудований спеціальний орган з невеликим числом труб, які доповнюються або замінюються по мірі необхідності при переході від акорду до акорду. Це було зроблено з фінансових міркувань. Орган розташовується у правому трансепті церкви Святого Буркарді, міхи розташовані навпроти у лівому трансепті. Повітря нагнітається міхами, які приводяться в рух відвідувачами, і електровентилятором. На випадок відключення електроживлення встановлені сонячні батареї і резервний генератор. Педалі органу утримуються мішечками з піском. Сам інструмент укладено в плексигласову коробку, щоб приглушити постійний монотонний звук, тому його можна почути тільки безпосередньо всередині церкви або послухати аудіо трансляцію на спеціальному сайті проекту.

### Виконання
Виконання опусу почалося 5 вересня 2001 року з музичної паузи, яка тривала 17 місяців до 5 лютого 2003 року. Потім пролунав перший акорд, який складався з двох нот соль-дієз і ноти сі між ними, і який звучав до 5 липня 2005 року. Акорд, що складається з нот ля першої октави, до другої октави, і фа-дієз другої октави (або, за октавною системою, A4-C5-F♯5) почав звучати з 5 січня 2006 року і змінився 5 липня 2008 року.
5 липня 2008 року вантажі, які утримують педалі органа, перемкнулися та викликали шосту зміну акордів. Дві труби були встановлені до наявних на той момент чотирьох, і звучання стало більш складним. Це сталося о 15:33 за місцевим часом. Міхи, не зупиняючись, нагнітали в труби органу повітря, тому переривання звучання не сталося. Більше тисячі людей приїхали засвідчити цю подію.
Остання зміна нот відбулася 5 жовтня 2013 року. Наступна зміна не відбудеться аж до 2020.
Завершення виконання заплановано на 5 вересня 2640 року.

### Зміни звучання
Кожна зміна тону органу заплановано на 5-е число місяця, — дату народження автора твору Джона Кейджа, і було підтримано громадськістю та засобами масової інформації.
Дати колишніх і майбутніх змін звучання:
- 5 липня 2004
- 5 липня 2005
- 5 січня 2006
- 5 травня 2006
- 5 липня 2008
- 5 листопада 2008
- 5 лютого 2009
- 5 липня 2010
- 5 лютого 2011
- 5 серпня 2011
- 5 липня 2012
- 5 жовтня 2013
- 5 вересня 2020

## Фінансування проєкту
Проєкт фінансується на постійній основі, зокрема, за рахунок пожертвувань від близько 10000 щорічних відвідувачів церкви Святого Буркарді. Крім цього, кожен бажаючий може за 1 000 євро увічнити своє ім'я на спеціальній табличці з номером «музичного року», яка розміщується на спеціальній стіні всередині церкви. На табличці вигравірувані прізвище та ім'я жертводавця і дати його народження і смерті (остання додається після смерті).